# Silverfall
Silverfall ist ein Action-Rollenspiel des französischen Computerspielherstellers Monte Cristo aus dem Jahr 2007. Das Spiel erschien in zwei unterschiedlichen Varianten für Windows und die mobile Spielekonsole PlayStation Portable. Besonderes Merkmal ist die Cel-Shading-Optik der Windows-Version. 2008 erschien außerdem für die Windows-Version eine Erweiterung mit dem Titel Silverfall: Earth Awakening sowie eine Grundspiel und Erweiterung umfassende Gold-Edition.

## Handlung
Der Prolog des Spiels beschreibt den Großangriff von Zombies und Ghulen auf die Stadt Silverfall im Fantasyreich Nelwë. Zunächst gelingt es dem Schutzherrn der Stadt, dem Erzmagier, die Gegner nahezu mühelos auszuschalten. Doch letztlich unterliegt er dem Anführer der Horden und die Stadt wird zerstört. Nach der verheerenden Niederlage tritt ein junger und unerfahrener Schützling des Erzmagiers an, die zerstörte Stadt und ihre Umgebung wieder zu befrieden und den Wiederaufbau zu ermöglichen. 

## Spielprinzip
Der Spieler erstellt einen Charakter, für den er Geschlecht und Rasse (Mensch, Elf, Troll, Goblin) festlegen kann. Je nach Wahl führt dies zu leichten Variationen im Spielverlauf. Eine Klassenwahl existiert nicht, stattdessen bestimmt die Wahl der Fähigkeiten die Richtung, die der Charakter nimmt. Die Fähigkeiten teilen sich in drei Richtungen auf (Kampf, Magie, Sonstiges), die sich ihrerseits wieder in drei Unterkategorien verzweigen. In der Welt besteht zudem ein Dualismus von Natur und Technik, der sich im Talentbaum gegenseitig ausschließt. Daher muss sich der Spieler für eine Richtung entscheiden oder auf diese Fähigkeiten verzichten. Weiterhin existieren vier Grundattribute (Stärke, Konstitution, Beweglichkeit und Intelligenz). 
Zentraler Spielinhalt sind die zahlreichen Kämpfe gegen unterschiedlichste Gegnertypen, die in Echtzeit ausgetragen werden, für hektische Momente jedoch eine Pausenfunktion bieten. Für das Töten von Gegnern erhält der Spieler Erfahrungspunkte und Ausrüstungsgegenstände, mit denen er seine Figur weiter ausbauen kann. Eingebettet ist das ganze vielfach in Aufträge, sogenannte Quests, für deren erfolgreiche Erledigung zusätzliche Boni winken. Mit der Zeit begegnet die Spielerfigur anderen Charakteren, die sie begleiten können und unterschiedliche Fähigkeiten besitzen. Maximal zwei dieser Begleiter können gleichzeitig mit der Spielerfigur reisen, können an entsprechenden Stellen im Spiel jedoch getauscht werden.

## Abweichungen der PSP-Fassung
Im Vergleich zur PC-Fassung wurden für die mobile Variante mehrere Abstriche gemacht, die der geringeren Leistung der Konsole und den angenommenen Spielgewohnheiten Rechnung tragen. Die Cel-Shading-Optik wurde aufgegeben, Texturen und Polygonmodelle in ihrem Detailgrad reduziert und die offene Spielwelt in Level unterteilt. Die Möglichkeit, Begleiter mitzunehmen, wurde nicht implementiert.

## Rezeption
Das Spiel erhielt gemischte Wertungen und kommt nach Metacritic auf einen Wertungsdurchschnitt von 62/100. Das deutschsprachige PC-Spielemagazin GameStar nannte Silverfall einen ideenreichen, aber leicht sperrigen Diablo-Klon. Der Tester von IGN merkt an, dass das Spiel noch ein paar Patches benötige. Er empfiehlt stattdessen die im gleichen Zeitraum erschienene Erweiterung zu Titan Quest zu spielen.

„‚Silverfall‘ ist eine positive Überraschung. Das Spiel ist bunt, schnell zu lernen, vielfältig und wird von einer stimmigen Hintergrundgeschichte getragen.“

Das Onlinemagazin 4Players lobt den interessanten Grafikstil, kritisiert aber allerhand technische Probleme.

„Fantasievolles Grafikdesign und spielerisches Einerlei: Silverfall verschenkt viel Potenzial!“

Auch Thomas Weiß von PC Games findet die Comic-Optik zwar hübsch nennt sie aber eine technische Katastrophe. Trotz Problemen bei der Bedienung spricht er allerdings eine Empfehlung aus.

„Die Grafik könnte besser laufen, die Kamera hat Macken. Trotzdem: Silverfall ist gut.“